# ウルトラゾーン
ウルトラゾーンまたはウルトラゾーネ（ULTRASONE）とはドイツの音響機器メーカーである。
日本での輸入代理業務は2002年頃まではSAEC、2019年2月28日までは株式会社タイムロード、2019年3月1日からは株式会社アユートが行っている。

## 概要
ヘッドフォンが主力製品であり、独自の機構（後述）を搭載し人気を得ている。日本においての呼称は以前にSAECが取り扱っていた時は「ウルトラゾーネ」であったが、タイムロード扱い以降は「ウルトラゾーン」に変更されている。

## ヘッドホンの特徴

### S-LOGICナチュラル・サラウンドサウンド・システム
ヘッドホンドライバーの位置を耳穴からの軸上からオフセットすることで音波が一度耳介に当たってから耳穴に届くようになっており、これによりヘッドホン独自の頭内定位を改善しスピーカーに近い自然な音場を実現する。さらにヘッドホン全体の形状も含めて最適化された「S-LOGIC Plus」｢S-LOGIC EX｣ ｢S-LOGIC 3｣があり一部の機種に採用されている。

### ウルトラ・ロー・エミッション（ULE）
通常のヘッドホンと比較して最大98%の電磁波低減を実現しており、特に長時間のヘッドホン使用時における健康への不安を低減している。

### Safer hearing
S-LOGICの効果により一般的なヘッドホンと比較して-3dB低い音量でも聴感上同じ音圧を得ることができる。

## 主な製品

### Editionシリーズ
- Edition15
  - フラッグシップオープンヘッドホン
  - 開放型Editionシリーズ第4弾
  - S-LOGIC EX搭載
- Edition11
  - 開放型Editionシリーズ第3弾
  - S-LOGIC Plus搭載
- Edition 8 EX
  - 密閉型ヘッドホン
  - S-LOGIC EX搭載

### Signatureシリーズ
- Signature MASTER MKII
- Signature FUSION
- Signature PURE
- いずれもS-LOGIC 3搭載

### Wirelessシリーズ
- ISAR
  - ANCヘッドホン
- METEOR ONE
  - ゲーミングヘッドセット
- LAPIS
  - ULTRASONE初のANCイヤホン

## 生産終了製品

### Editionシリーズ
- Edition 7
- Edition 9
- Edition8 Palladium、Edition8 Ruthenium
  - ポータブルでの使用も視野に入れたEditionシリーズ第3弾。
- Edition8 Romeo、Edition8 Julia
  - Edition8のバリエーションモデル。コードは着脱式。マイクとリモコンが付いたコードが付属。
- Edition8 Carbon
  - Edition8のバリエーションモデル。ハウジングのU字型インレイ部分にカーボンパネルを採用。コードは着脱式。マイクとリモコンが付いたコードが付属。
- Edition8 LTD
- Edition8 Romeo Red-I
- Edition 10
  - 初の開放型となるEditionシリーズ第4弾。
- Edition 12
  - Editionシリーズ開放型第2弾。
- Edition 5
  - 555個限定販売。価格49万3500円(税抜)のハイエンドヘッドホン。
- Tribute 7
  - Edition7の復刻モデル 777台限定
- Edition 5 Unlimited
  - Edition 5の量産モデル。
- Edition M
  - Editionシリーズ初のオンイヤータイプ。
- Edition M Plus
  - 40mm径ドライバ採用。コードは着脱式。マイクとリモコンが付いたコードが付属。
- Edition M BlackPearl
  - EditionMのバリエーションモデル。コードは着脱式。マイクとリモコンが付いたコードが付属。
- Jubilee 25 Edition
  - ULTRASONE 創立25周年を記念した世界250台限定モデル
- Edition15 Veritas
  - Edition15の密閉型モデル

### Signatureシリーズ
- Signature PRO
- Signature DJ
- Signature Studio
- Signature DXP
- 上記4機種はS-LOGIC Plus搭載
- Signature MASTER
- Signature NATUNAL
- Signature PULSE
- 上記3機種はS-LOGIC 3搭載

### Performanceシリーズ
- Performance 880
- Performance 860
- Performance 840
- SIRIUS
  - Performanceシリーズ専用 Bluetoothアダプター

### HFIシリーズ
- HFI-2200ULE、HFI-2200

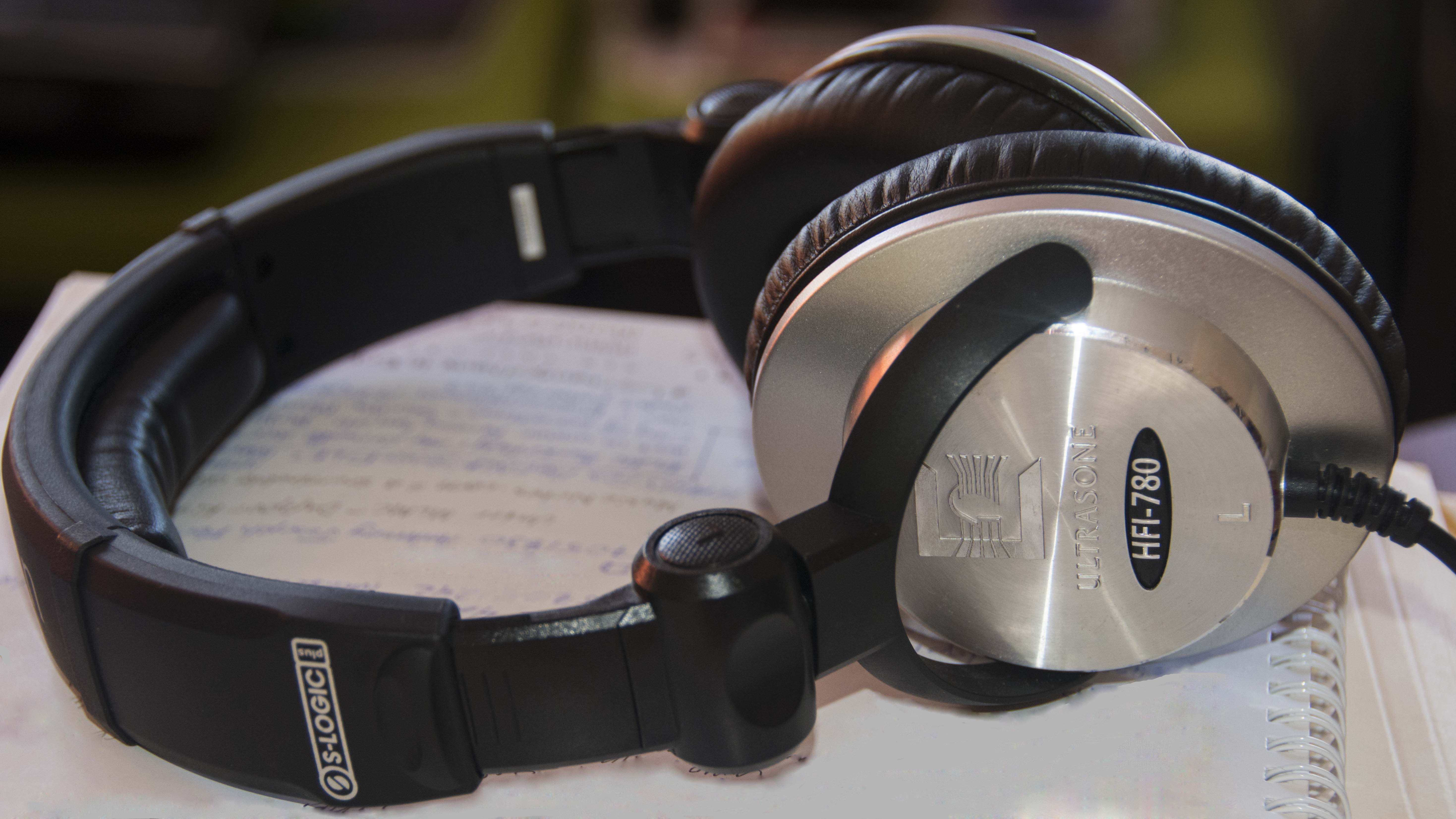
HFI-780

  - その独特のカラーリングから「クマホン」とも呼ばれる。
- HFI-2400
  - HFIシリーズの上位機種。HFI-2200の別カラーバージョン。
- HFI-780
- HFI-700
- HFI-650
- HFI-680
- HFI-580(第二世代)
- HFI-580（第一世代）
  - ケーブル長が短縮され延長ケーブルが付属する仕様に変更された。
- HFI-550
- HFI-450
- HFI-15G
- HFI-2000
- HFI-2000G
- HFI-3D
  - 4導管型ヘッドホンで、サラウンド用ドライバを搭載していた。
- HFI-50
- HFI-100
  - 初代モデル。10年間にわたり販売された。

### PROlineシリーズ
- PROline 2500
- PROline 750
- PROline 650
- PROline 550
  - PROlineシリーズはカラーリングが変更されPROシリーズとしてリニューアルされた。

### PROシリーズ
- PRO 2900
- PRO 2500
- PRO 2900-Balanced
  - PRO 2900のバランス接続モデル。
- PRO 900 (第一世代)
- PRO 900 (第二世代)
- PRO 900-Balanced (第一世代)
  - PRO 900のバランス接続モデル。
- PRO 900-Balanced (第二世代)
- PRO 750 (第一世代)
- PRO 750 (第二世代)
- PRO 650
- PRO 550 (第一世代)
- PRO 550 (第二世代)
- PRO 1480i
- PRO 780i
- PRO 580i
- PRO 480i
- PRO 2900i
- PRO 900i
- PRO 750i
- PRO 550i
  - 550i,750i,900i,2900iはヘッドバンドが改良されたモデル

### DJシリーズ
- DJ1 PRO（第一世代)
- DJ1 PRO（第二世代)
  - 外観が変更され同型番のままリニューアルされた。
- DJ1 PRO (第三世代)
- DJ1 (第一世代)
  - DJ1はカラーリング等が変更（DJ1にはS-LOGIC Plusが搭載）され同型番のままリニューアルされた。
- DJ1 (第二世代)

### GOシリーズ
- Go Bluetooth
  - ULTRASONE初のBluetoothヘッドホン
- GO
  - モバイルヘッドフォン

### Earphoneシリーズ
- SAPHIRE
- Ruby Sunrise
- IQ
- IQ Pro
- Tio
- Pyco

### その他
- iCans
  - ポータブルヘッドホン。開放型のため音漏れには注意したい。
- Zino
  - iCansの後継機。開放型のため音漏れには注意したい。

## 関連する製品
- UF-30（アメリカ合衆国NuForce社製）
  - ULTRASONE製の振動板を搭載したポータブルヘッドホン。外観・機能はZinoに類似するがスペックは異なる。
- STUDIO PRO SP-5 (ADAM社製)
  - ULTRASONEの特許技術S-LOGIC Plusを搭載